# Elysées Condominiums
Elysées Condominiums is een wolkenkrabber in Chicago, Verenigde Staten. De bouw van de woontoren begon in 1971 en werd in 1972 voltooid.

## Ontwerp
Elysées Condominiums is 161,24 meter hoog en telt 56 verdiepingen. Het is door Solomon, Cordwell, Buenz and Associates ontworpen en bevat naast woningen ook winkels.
Het gebouw bevat onder andere een zonnedek, een zwembad en een fitnesscentrum. De lobby aan Chestnut Street is ontworpen in Art deco stijl.